# Biathlon na Zimowych Światowych Wojskowych Igrzyskach Sportowych 2017 – sprint drużynowo kobiet

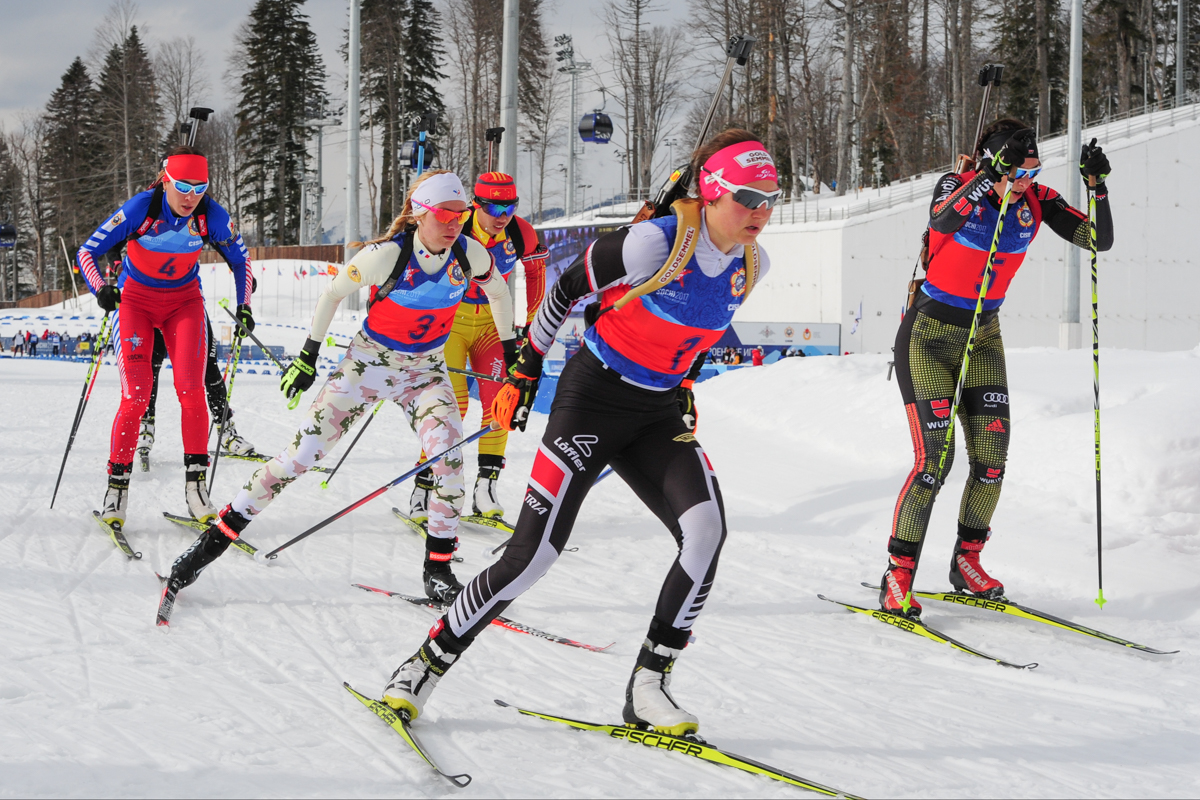
Soczi 2017 Trasa biathlonowa

Sprint drużynowy kobiet na 3. Zimowych Światowych Wojskowych Igrzyskach Sportowych – jedna z zimowych konkurencji sportowych rozgrywanych podczas zimowych igrzysk wojskowych na terenie kompleksu narciarsko-biathlonowego „Łaura” w Soczi w dniu 24 lutego 2017. 

## Terminarz
| Data                | Godzina (UTC+03:00) | Wydarzenie |
| ------------------- | ------------------- | ---------- |
| 24 lutego 2017(dts) | 16:00               | Finał      |

## Medaliści
| Złoto                                                         | Srebro                                                       | Brąz                                               |
| Drużyna/Zawodniczka                                           | Drużyna/Zawodniczka                                          | Drużyna/Zawodniczka                                |
|                                                               |                                                              |                                                    |
| Rosja · Tatjana Akimowa · Uljana Kajszewa · Galina Nechkasova | Francja · Enora Latuillière · Coline Varcin · Estelle Mougel | Chiny · Yuanmeng Chu · Zhaohan Zhang · Xuelan Wang |